# Pietragalla
Pietragalla är en ort och kommun i provinsen Potenza i regionen Basilicata i Italien. Kommunen hade 4 064 invånare (2017).